# Dinéault
Dinéault (bretonisch Dineol) ist eine französische Gemeinde im Département Finistère mit 1858 Einwohnern (Stand 1. Januar 2022).

## Lage
Der Ort liegt im Westen der Bretagne im Naturpark Parc naturel régional d’Armorique etwa 10 Kilometer östlich der Atlantikküste (Bucht von Douarnenez) wenige Kilometer südlich und erhöht über dem Mündungstrichter der Aulne in die Rade de Brest östlich der Halbinsel Crozon. Dinéault befindet sich etwa sechs Kilometer nordwestlich von Châteaulin, 25 Kilometer nördlich von Quimper und 30 Kilometer südöstlich von Brest (Angaben leicht gerundet in Luftlinie).

## Verkehr
Die nächstgelegenen Abfahrten an der autobahnähnlich ausgebauten Schnellstraße E 60 (Nantes-Brest) sowie Regionalbahnhöfe an der überwiegend parallel verlaufenden Bahnlinie gibt es bei Châteaulin und Pont-de-Buis-lès-Quimerch. 
Bei Brest befindet sich der nächste Regionalflughafen.

## Bevölkerungsentwicklung
| Jahr                       | 1962 | 1968 | 1975 | 1982 | 1990 | 1999 | 2010 | 2017 |
| Einwohner                  | 1517 | 1364 | 1520 | 1661 | 1550 | 1391 | 1757 | 2168 |
| Quellen: Cassini und INSEE |      |      |      |      |      |      |      |      |